# Port lotniczy Arorae
Port lotniczy Arorae (ICAO: AIS, ICAO: NGTR) – port lotniczy położony na północ od Tamaroa, na atolu Arorae, w Kiribati.